# 24-Stunden-Rennen von Daytona 1971

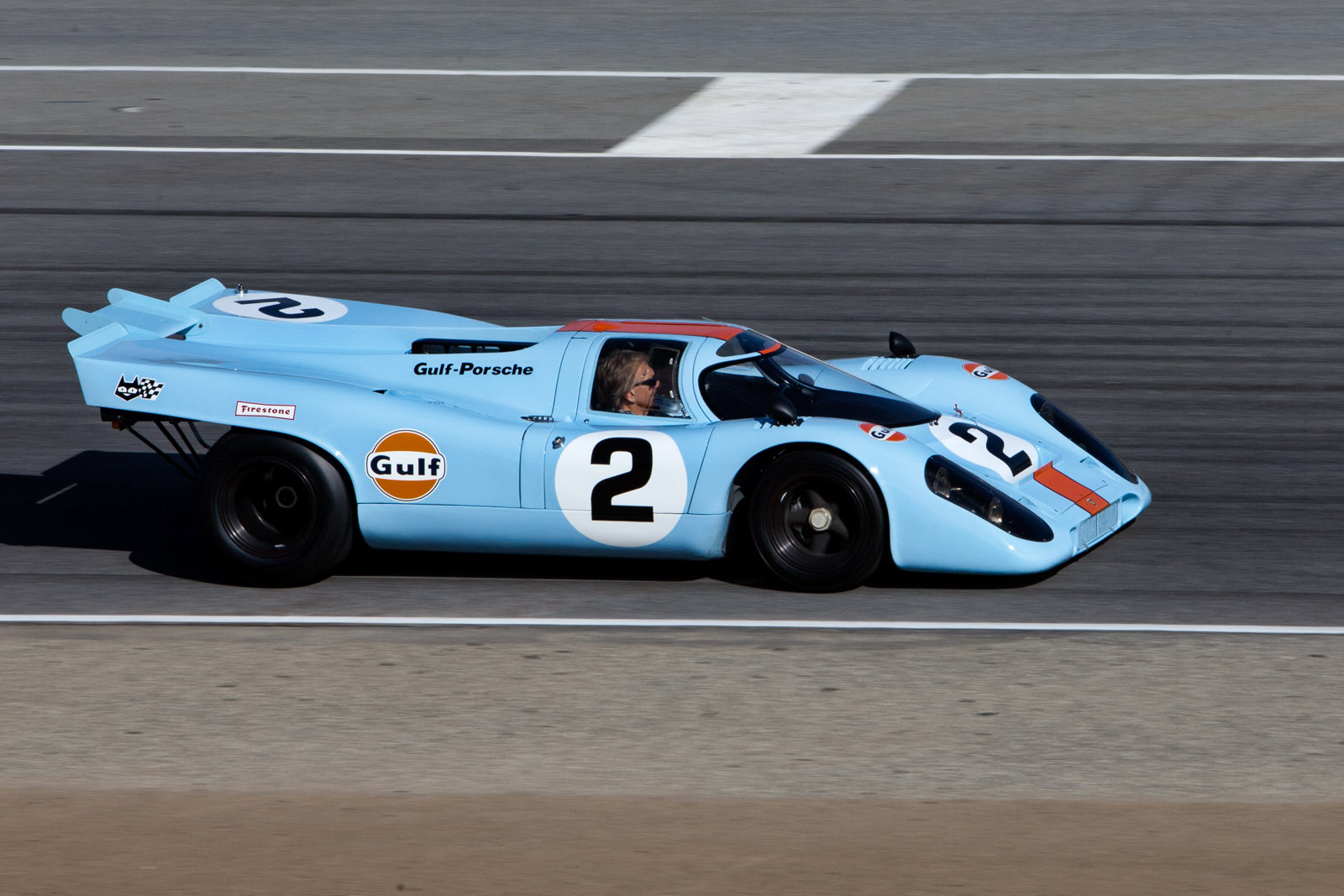
Porsche 917K mit der Startnummer 2; Siegerwagen von Pedro Rodríguez und Jackie Oliver

Das sechste 24-Stunden-Rennen von Daytona, auch Tenth Annual 24 Hours of Daytona, World’s Championship For Prestolite Trophy, Daytona International Speedway, Daytona Beach, Florida, fand am 31. Januar und 1. Februar 1971 auf dem Daytona International Speedway statt und war der erste Wertungslauf der Sportwagen-Weltmeisterschaft dieses Jahres.

## Das Rennen
Das 24-Stunden-Rennen 1971 litt unter dem Fehlen von Werksteams. Sowohl die Scuderia Ferrari als auch Autodelta und Matra verzichteten auf den Einsatz ihrer 3-Liter-Rennwagen. Offizielle Begründung aller drei Teams für die Absagen war, dass die holprige Ovalbahn von Daytona für die leichten Fahrzeuge nicht geeignet sei. Den Mitarbeitern der Scuderia Ferrari kam die Absage nach dem tragischen Unfalltod von Ignazio Giunti im Ferrari 312PB beim Saisoneröffnungsrennen, dem 1000-km-Rennen von Buenos Aires, nicht ungelegen.
Wie beim Rennen in Argentinien waren auch in Daytona die Porsche 917K der Teams von John Wyer und Hans-Dieter Dechent gemeldet. Die Wyer-Porsche fuhren Pedro Rodríguez/Jackie Oliver und Jo Siffert/Derek Bell. Die beiden 917K von Martini & Rossi wurden für Helmut Marko/Rudi Lins und Vic Elford/Gijs van Lennep gemeldet. Für die Marke Ferrari gab es Meldungen US-amerikanischer Teams. Drei 512S brachte das North American Racing Team an die Strecke. Ein vierter Ferrari war ein umgebauter 312P. Einen 512M meldete Penske Racing für Mark Donohue und David Hobbs. Das Fahrzeug wurde vor dem Rennen komplett demontiert und versehen mit einem neuen Benzinsystem wieder zusammengebaut.
Nur zu Beginn des Rennens konnten die Ferrari mit den schnellsten Porsche 917K mithalten, dann übernahmen die Porsche deutlich das Kommando im Rennen. Am Sonntagmorgen sorgten einige Regenschauer für schwierige Fahrverhältnisse. Nur 70 Meilen von der Rennstrecke entfernt musste auch der Countdown des Starts von Apollo 14 im Kennedy Space Center wegen des Gewitters unterbrochen werden. Nach 18 Stunden Fahrzeit führte der Rodríguez/Oliver-Porsche mit dem gewaltigen Vorsprung von 43 Runden auf den zweitplatzierten Ferrari 512S von Ronnie Bucknum und Tony Adamowicz, als Jackie Oliver in langsamer Fahrt an die Box kam. Das Getriebe steckte im ersten Gang fest. Eine Stunde und 32 Minuten arbeiteten die Wyer-Mechaniker am Getriebe und konnten es so weit reparieren, dass Rodríguez wieder ins Rennen gehen konnte. Er holte den inzwischen in Führung gegangenen Ferrari wieder ein und gewann das Rennen für Porsche mit einer Runde Vorsprung.

## Ergebnisse

### Schlussklassement
| 1                  | S        | 2  | J. W. Automotive Engineering                     | Pedro Rodríguez Jackie Oliver                              | Porsche 917K          | 688 |
| 2                  | S        | 23 | North American Racing Team                       | Ronnie Bucknum Tony Adamowicz                              | Ferrari 512S Spyder   | 687 |
| 3                  | S        | 6  | Penske-White Racing                              | Mark Donohue David Hobbs                                   | Ferrari 512M Spezial  | 674 |
| 4                  | GT + 2.5 | 11 | Owens Corning Fiberglass                         | Tony DeLorenzo Don Yenko John Mahler                       | Chevrolet Corvette    | 613 |
| 5                  | P        | 21 | North American Racing Team                       | Nestor Garcia-Veiga Luigi Chinetti junior Alain de Cadenet | Ferrari 312P/71       | 584 |
| 6                  | GT + 2.5 | 57 | David Heinz Racing Inc.                          | Dave Heinz Or Costanzo                                     | Chevrolet Corvette    | 581 |
| 7                  | GT 2.5   | 5  | Sun Oil Company                                  | Jacques Duval George Nicholas Bob Bailey                   | Porsche 914/6         | 579 |
| 8                  | GT 2.5   | 19 | Ralph Meaney                                     | Stephen Behr John Buffum Erwin Kremer                      | Porsche 914/6         | 571 |
| 9                  | GT 2.5   | 31 | Locke Lake Colony                                | Bert Everett Jim Locke Jim Netterstrom                     | Porsche 911T          | 570 |
| 10                 | GT + 2.5 | 50 | John Greenwood                                   | John Greenwood Allan Barker Dick Lang                      | Chevrolet Corvette    | 554 |
| 11                 | T        | 17 | Tokondo Racing                                   | Vince Gimondo Chuck Dietrich                               | Chevrolet Camaro Z/28 | 542 |
| 12                 | P        | 45 | Baker Motor Company                              | Clive Baker Bob Grossman Sam Brown Charles Reynolds        | Chevron B16           | 534 |
| 13                 | T        | 42 | Garcia Racing Jose Garcia                        | Javier Garcia Luis Sereix Richard Small                    | Chevrolet Camaro Z/28 | 527 |
| 14                 | GT 2.5   | 10 | Walle Enterprises                                | Ray Walle Michael Sherwin                                  | Porsche 911S          | 498 |
| 15                 | P        | 43 | Jean-Pierre Hanrioud                             | Jean-Pierre Hanrioud Jean Sage                             | Chevron B16           | 488 |
| 16                 | GT 2.5   | 44 | Art Bunker                                       | Bob Hindson Kendall Noah Art Bunker                        | Porsche 911T          | 488 |
| 17                 | GT 2.5   | 51 | Waldron Motors Racing Team                       | Jim Gammon Dean Donley Carlos Garza                        | MGB GT                | 483 |
| 18                 | GT + 2.5 | 64 | Robert Luebbe                                    | Robert Luebbe Bob Baechle John Orr                         | Chevrolet Corvette    | 469 |
| 19                 | T        | 89 | Houghton Smith                                   | Ray Brimble Houghton Smith                                 | Chevrolet Camaro      | 452 |
| 20                 | T        | 72 | Bob Mitchell                                     | Bob Mitchell Charlie Kemp                                  | Chevrolet Camaro      | 408 |
| Ausgefallen        |          |    |                                                  |                                                            |                       |     |
| 21                 | GT 2.5   | 18 | Ralph Meaney                                     | Ralph Meaney Bill Bean Gary Wright                         | Porsche 914/6         | 470 |
| 22                 | S        | 3  | Martini & Rossi Racing Team                      | Helmut Marko Rudi Lins                                     | Porsche 917K          | 462 |
| 23                 | T        | 33 | John McComb                                      | John McComb Bob Tullius                                    | Ford Mustang          | 395 |
| 24                 | T        | 36 | Racing Specialties Co.                           | Warren Matzen Tom Heyser Dick Sears                        | Ford Mustang          | 369 |
| 25                 | GT 2.5   | 16 | Toad Hall Racing                                 | Michael Keyser Bob Beasley Bruce Jennings                  | Porsche 911S          | 337 |
| 26                 | GT 2.5   | 52 | Waldron Motors Racing Team                       | Ben Scott Lowell Lanier Dave Houser                        | MGB GT                | 311 |
| 27                 | T        | 97 | Susan Trumbull Cummings                          | Warren Stumes Don Cummings                                 | Shelby GT350          | 306 |
| 28                 | S        | 4  | Martini & Rossi Racing Team                      | Vic Elford Gijs van Lennep                                 | Porsche 917K          | 274 |
| 29                 | GT 2.5   | 59 | Brumos Porsche Audi Corp                         | Peter Gregg Hurley Haywood                                 | Porsche 914/6         | 260 |
| 30                 | T        | 98 | Ed Matthews                                      | Ed Matthews Swede Savage Danny Ongais                      | Ford Mustang          | 238 |
| 31                 | T        | 47 | Bruce Behrens Racing                             | John Tremblay Bill McDill Bob Beatty                       | Chevrolet Camaro      | 230 |
| 32                 | T        | 88 | Norberto Mastandrea                              | Norberto Mastandrea Tony Lilly                             | Chevrolet Camaro Z/28 | 215 |
| 33                 | S        | 22 | North American Racing Team                       | Peter Revson Sam Posey Chuck Parsons Luigi Chinetti junior | Ferrari 512M          | 202 |
| 34                 | GT 2.5   | 15 | K &T Enterprises                                 | Peter Kirill Ash Tisdelle                                  | Porsche 911S          | 163 |
| 35                 | S        | 28 | Escuderia Montjuich                              | Arturo Merzario José Juncadella                            | Ferrari 512S          | 161 |
| 36                 | GT 2.5   | 70 | William Davidson                                 | John Belperche William Davidson                            | Triumph GT6           | 157 |
| 37                 | GT 2.5   | 14 | Boykin Auto Repairs                              | C. C. Canada Joe Hine Wilbur Pickett                       | Chevrolet Camaro Z/28 | 137 |
| 38                 | S        | 26 | Jacques Swaters                                  | Hughes de Fierlant Gustave Gosselin                        | Ferrari 512S          | 124 |
| 39                 | T        | 92 | B.F. Goodrich Tire Co.                           | John Cordts Don Pike                                       | Pontiac Firebird      | 121 |
| 40                 | S        | 1  | J. W. Automotive Engineering                     | Jo Siffert Derek Bell                                      | Porsche 917K          | 113 |
| 41                 | T        | 79 | Dan Moore                                        | Hal Lawrence Dan Moore Gary Bishop                         | Shelby GT350          | 106 |
| 42                 | GT 2.5   | 8  | American Racing Promotions                       | Tom Nehl Charles Perry                                     | Porsche 911S          | 88  |
| 43                 | GT + 2.5 | 12 | Owens Corning Fiberglass                         | Jerry Thompson John Mahler                                 | Chevrolet Corvette    | 83  |
| 44                 | GT 2.5   | 40 | Fritz Hochreuter                                 | Fritz Hochreuter Rudy Bartling                             | Porsche 911           | 58  |
| 45                 | T        | 48 | S-Car-Go-Racing                                  | Sheldon Dobkin John Maynard John Oliver                    | Chevrolet Camaro      | 37  |
| 46                 | T        | 74 | Al Straub                                        | Al Straub Walter Brown                                     | Ford Mustang          | 35  |
| 47                 | S        | 20 | Young American Racing North American Racing Team | Masten Gregory Gregg Young                                 | Ferrari 512M          | 16  |
| 48                 | T        | 91 | Larrauri Racing                                  | Ralph Noseda Pepe Nunez                                    | Chevrolet Camaro Z/28 | 9   |
| Nicht gestartet    |          |    |                                                  |                                                            |                       |     |
| 49                 | P        | 46 | Baker Motor Company                              | Bobby Rinzler Wayne Christian Tom Fraser Jim Baker         | Chevron B16           | 1   |
| 50                 | T        | 75 | Reventlow-Pettey Automobiles                     | Paul Pettey Larry Bock                                     | Ford Mustang          | 2   |
| 51                 | S        | T  | J. W. Automotive Engineering                     | Pedro Rodríguez Jackie Oliver Jo Siffert Derek Bell        | Porsche 917K          | 3   |
| 52                 | S        | T  | Martini & Rossi Racing Team                      | Vic Elford                                                 | Porsche 917K          | 4   |
| Nicht qualifiziert |          |    |                                                  |                                                            |                       |     |
| 53                 | T        | 35 | Collins-Wilson Racing Ent.                       | Larry Wilson Vincent Collins                               | Chevrolet Camaro      | 5   |
| 54                 | T        | 37 | Yenko Sportscars Inc.                            | Robert Johnson Donna Mae Mims Kirt Wetzel Bob Nagel        | Chevrolet Vega        | 6   |
| 55                 | T        | 38 | Simone Fleming                                   | Paul Fleming Amos Johnson Bill Barnes                      | Fiat 124 Sport Coupe  | 7   |
| 56                 | GT 2.5   | 41 | Del Taylor                                       | Del Russo Taylor Ron Goldrich Buzz Dyer Ron Goldleaf       | Alfa Romeo GTV        | 8   |
| 57                 | T        | 55 | Clearwater Datsun                                | Bobby Clark Don Kearney                                    | Datsun 510            | 9   |
| 58                 | GT 2.5   | 65 | Homeline Corp.                                   | Robert Clark Donald Rhindress                              | Lancia Fulvia HF      | 10  |
| 59                 | T        | 73 | Robert Lewis                                     | Robert Lewis Charles Fairbrother                           | Ford Cortina GT       | 11  |
| 60                 | T        | 77 | Grand Prix Motors                                | Buzz Marcus Larry Dent                                     | BMW 2002              | 12  |
| 61                 | T        | 80 | Fred Lieb                                        | Fred Lieb Smokey Drolet Mitch Daroff                       | Dodge Dart            | 13  |
| 62                 | T        | 81 | Dieter Oest                                      | Mike Tillson Dieter Oest Rodolfo Junco                     | Lancia Fulvia Rallye  | 14  |
| 63                 | T        | 87 | Preston Hood Chevrolet                           | John Elliott Don Gwynne                                    | Chevrolet Camaro      | 15  |
| 64                 | GT 2.5   | 93 | Donald Wright                                    | Robert Whitaker John Tunstall Ray Reed                     | Volvo P1800           | 16  |

1 nicht gestartet
2 nicht gestartet
3 Trainingswagen
4 Trainingswagen
5 nicht qualifiziert
6 nicht qualifiziert
7 nicht qualifiziert
8 nicht qualifiziert
9 nicht qualifiziert
10 nicht qualifiziert
11 nicht qualifiziert
12 nicht qualifiziert
13 nicht qualifiziert
14 nicht qualifiziert
15 nicht qualifiziert
16 nicht qualifiziert

### Nur in der Meldeliste
Hier finden sich Teams, Fahrer und Fahrzeuge, die ursprünglich für das Rennen gemeldet waren, aber aus den unterschiedlichsten Gründen daran nicht teilnahmen.
| Pos. | Klasse   | Nr. | Team                       | Fahrer                                              | Chassis             |
| ---- | -------- | --- | -------------------------- | --------------------------------------------------- | ------------------- |
| 65   | GT 2.5   | 7   | George Drolsom             | George Drolsom Bill Campbell                        | Porsche 911S        |
| 66   | S        | 9   | Escuderia Nacional CS      | Àlex Soler-Roig Peter George                        | Porsche 917K        |
| 67   | GT + 2.5 | 24  | North American Racing Team | Alain de Cadenet David Weir                         | Ferrari 365 GTB/4   |
| 68   | GT 2.5   | 25  | North American Racing Team | Harley Cluxton Gordon Tatum                         | Ferrari Dino 246 GT |
| 69   | S        | 26  | Scuderia Filipinetti       | Mike Parkes Jo Bonnier                              | Ferrari 512M        |
| 70   | T        | 30  | Ray Cuomo Racing Ent. Ltd. | Ray Cuomo John Gimbel                               | Ford Mustang        |
| 71   | S        | 71  | David Weir                 | David Weir Alain de Cadenet                         | Ford GT40           |
| 72   | GT + 2.5 | 86  | Cliff Gottlob              | Cliff Gottlob Ed Lowther                            | Chevrolet Corvette  |
| 73   | GT 2.5   | 94  | Donald Wright              | Donald Wright Dick Myers John Prasek John Turnstall | MGB                 |

### Klassensieger
| Klasse   | Fahrer              | Fahrer                | Fahrer           | Fahrzeug              | Platzierung im Gesamtklassement |
| -------- | ------------------- | --------------------- | ---------------- | --------------------- | ------------------------------- |
| P        | Nestor Garcia-Veiga | Luigi Chinetti junior | Alain de Cadenet | Ferrari 312P/71       | Rang 5                          |
| S        | Pedro Rodríguez     | Jackie Oliver         |                  | Porsche 917K          | Gesamtsieg                      |
| GT + 2.5 | Tony DeLorenzo      | Don Yenko             | John Mahler      | Chevrolet Corvette    | Rang 4                          |
| GT 2.5   | Jacques Duval       | George Nicholas       | Bob Bailey       | Porsche 914/6         | Rang 7                          |
| T        | Vince Gimondo       | Chuck Dietrich        |                  | Chevrolet Camaro Z/28 | Rang 11                         |

### Renndaten
- Gemeldet: 73
- Gestartet: 48
- Gewertet: 20
- Rennklassen: 5
- Zuschauer: 25000
- Wetter am Renntag: Erst trocken, im Lauf des Rennens Gewitter
- Streckenlänge: 6,132 km
- Fahrzeit des Siegerteams: 24:00:58,000 Stunden
- Gesamtrunden des Siegerteams: 688
- Gesamtdistanz des Siegerteams: 4218,542 km
- Siegerschnitt: 175,655 km/h
- Pole Position: Mark Donohue – Ferrari 512M (#6) – 1:42,420 = 215,919 km/h
- Schnellste Rennrunde: Mark Donohue – Ferrari 512M (#6) – 1:41,250 = 217,281 km/h
- Rennserie: 2. Lauf zur Sportwagen-Weltmeisterschaft 1971